# Maria Mas i Canals
Maria Mas i Canals (Masquefa, Anoia, 1936) és una pedagoga i activista social catalana.
La seva infància transcorre amb manca de recursos educatius i formatius i incertesa de futur per causa de la guerra civil espanyola i de la postguerra. Sense amb prou feines tenir formació escolar, la seva família es veié en la necessitat de posar-la a treballar en una indústria de derivats del tèxtil als dotze anys. Arriba a Barcelona a la primeria de la dècada dels anys 50 del segle xxgairebé sense res i aconsegueix feina de treball domèstic i d'auxiliar d'infermeria en la sanitat pública.
Es matricula a l'escola d'adults, fa la prova d'accés per a més grans de 25 anys i fa els estudis de Magisteri. Quan la Revolució Sandinista va esclatar a Nicaragua, s'hi trasllada i participa en obres socials, sobretot de promoció de la dona. Malalta de malària, ha de tornar a Barcelona abans d'un any. Durant un curs exerceix com a interina en substitucions en escoles d'infants fins que el curs 1981-82 s'integra com a mestre en la recent inaugurada Escola d'Adults del Carmel, on assumeix, a més de les tasques d'ensenya, la responsabilitat de les relacions exteriors. El 2003, pocs anys després de jubilar-se va ser elegida president de l'Associació de Veïns del casc antic de Barcelona.
El 2003 va rebre la Medalla d'Honor de Barcelona per la defensa del dret dels ciutadans a la formació i per la seva vida de compromís lleial amb les persones i amb els seus principis.